# Europees kampioenschap voetbal 1980
Het Europees kampioenschap voetbal 1980 werd in Italië gespeeld van 11 tot 22 juni 1980. België behaalde de finale, maar verloor van West-Duitsland, de nieuwe Europees kampioen.
Er werd gespeeld in twee poules van vier landen waarbij de poulewinnaars direct naar de finale gingen, de nummers twee gingen naar de wedstrijd om de derde plaats, de laatste keer dat een dergelijke troostfinale op het Europees kampioenschap werd gehouden.

## Kwalificatie

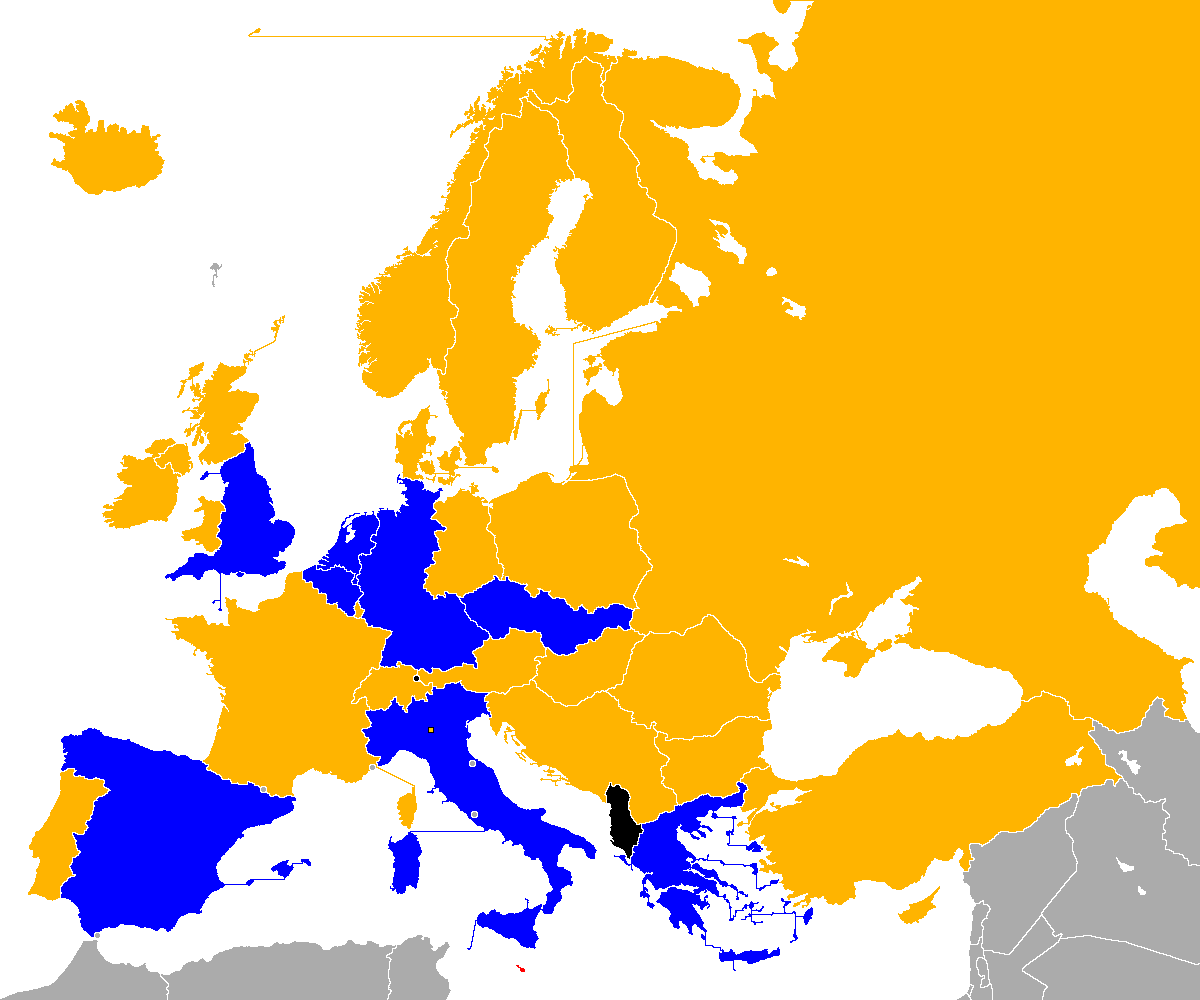
Gekwalificeerd
Niet gekwalificeerd
Niet deelgenomen
Geen UEFA-lid

| Land              | Kwalificatie als | Eerdere deelnames aan EK1 |
| ----------------- | ---------------- | ------------------------- |
| Italië            | Gastland         | 1 (1968)                  |
| Engeland          | Winnaar groep 1  | 1 (1968)                  |
| België            | Winnaar groep 2  | 1 (1972)                  |
| Spanje            | Winnaar groep 3  | 1 (1964)                  |
| Nederland         | Winnaar groep 4  | 1 (1976)                  |
| Tsjecho-Slowakije | Winnaar groep 5  | 2 (1960, 1976)            |
| Griekenland       | Winnaar groep 6  | 0 (debuut)                |
| West-Duitsland    | Winnaar groep 7  | 2 (1972, 1976)            |

1 Een vetgedrukt jaartal betekent een kampioenschap tijdens dat toernooi

### Nederland en België
Voor de eerste keer kwalificeerden zowel België als Nederland zich voor de eindronde.
De kwalificatie van België begon moeizaam met vier gelijke spelen en het had de kwalificatie niet meer in eigen hand. Door de overige vier wedstrijden te winnen én gunstige uitslagen in andere duels, lukte de kwalificatie tóch, ten koste van onder andere Portugal en Schotland.
Nederland begon de kwalificatieronden zeer sterk in de tweede helft van 1978 en het eerste kwart van 1979, met drie ruime 3-0 thuiszeges en 1 vrij ruime 1-3 uitzege, maar kwam toch nog in problemen door 2 zwakke resultaten tegen Polen, uit een 2-0 nederlaag op 2 mei 1979, en thuis een 1-1 gelijkspel op 17 oktober 1979.
De kwalificatie van Nederland hing aan een zijden draad. In de slotwedstrijd op woensdag 21 november 1979 moest het in Leipzig tegen Oost-Duitsland minimaal gelijkspelen om zich te plaatsen. Na 33 minuten keek Oranje in Leipzig tegen een 2-0-achterstand aan. Oranje toonde veerkracht en wist de wedstrijd met 3-2 te winnen.
Een groot succes was het toernooi niet: de wedstrijden werden (buiten de wedstrijden van het Italiaanse team) zeer slecht bezocht en de kwaliteit van het vertoonde spel was zeer pover. Vlak voor het toernooi was er een toto-schandaal in het Italiaanse voetbal, een speler als Paolo Rossi was geschorst voor twee jaar, de club AC Milan werd hierom aan het einde van het seizoen 1979/80 gedegradeerd naar serie B, en de tendens in het voetbalgekke land was negatief. Twee landen zorgden voor positief voetbal en haalden de finale: een vernieuwd West-Duitsland met Karl-Heinz Rummenigge, Hansi Müller, Karlheinz Förster en Bernd Schuster als opvallende spelers en België, dat als complete outsider Europa verbaasde met een finaleplaats.

## Stadions
De eindronde werd gespeeld in vier stadions.
| Rome                               | · Milaan Napels Rome Turijn | Napels                                    |
| ---------------------------------- | --------------------------- | ----------------------------------------- |
| Stadio Olimpico capaciteit: 86.500 | · Milaan Napels Rome Turijn | Stadio San Paolo capaciteit: 72.800       |
| Stadio Olimpico                    | · Milaan Napels Rome Turijn | Stadio San Paolo                          |
| Turijn                             | · Milaan Napels Rome Turijn | Milaan                                    |
| Stadio Comunale capaciteit: 50.000 | · Milaan Napels Rome Turijn | Stadio Giuseppe Meazza capaciteit: 85.700 |
| Stadio Comunale                    | · Milaan Napels Rome Turijn | Stadio Giuseppe Meazza                    |

## Loting
De loting vond plaats op woensdag 16 januari 1980 in Rome. Oorspronkelijk was er een vrije loting gepland, waarbij elke groepsindeling mogelijk was. De UEFA besloot echter een dag voor de loting om vier landen een beschermde status te geven, op basis van de resultaten in de laatste jaren. Behalve gastland Italië waren ook Engeland, Nederland en West-Duitsland geplaatst in Pot 1. Titelverdediger Tsjechoslowakije kwam terecht in Pot 2. Dit was - tot aan het EK 2024 - de laatste keer dat de titelhouder buiten Pot 1 werd ingedeeld.
| Pot 1                                               | Pot 2                                                     |
| --------------------------------------------------- | --------------------------------------------------------- |
| Italië (gastland) Engeland Nederland West-Duitsland | Tsjecho-Slowakije (titelhouder) Spanje België Griekenland |

## Groepsfase

### Groep A
De tendens van het toernooi was gezet in de eerste wedstrijd van het toernooi: slechts 11.000 toeschouwers in Rome zagen West-Duitsland en Tsjecho-Slowakije de herhaling van de EK-finale van 1976 spelen. Het was een uitermate saaie wedstrijd met als enige hoogtepunt het doelpunt van Karl-Heinz Rummenigge. In Napels worstelde het anders altijd zo avontuurlijke Nederlands elftal met zichzelf en het verrassend gekwalificeerde Griekenland. Opvallend was de basisplaats van Martien Vreijsen, een aanvaller van NAC Breda, die nog nooit een interland had gespeeld en daarna ook nooit meer Oranjeklant was. Vreijsen werd in de rust gewisseld voor Dick Nanninga, die in het strafschopgebied door de Griekse keeper werd gehaakt toen hij zonder bal van het doel afliep. Kees Kist benutte de toegekende penalty waardoor Nederland met 1-0 won.
Zowel Nederland als West-Duitsland grepen in voor de tweede wedstrijd, maar alleen West-Duitsland deed dat succesvol. De artiest Bernd Schuster verving de krachtpatser Hans-Peter Briegel en het middenveld van Nederland werd compleet overlopen. Zijn ploeggenoot bij 1. FC Köln Klaus Allofs scoorde drie keer, twee keer na een voorzet van Schuster. In de slotfase kwam Nederland terug in de wedstrijd tot 2-3, maar een gelijkspel zat er niet in. Opvallend was, dat de nog jonge invaller Lothar Matthäus zijn debuut maakte en een strafschop veroorzaakte. Ook die was zeer omstreden: Ben Wijnstekers wordt buiten het zestienmetergebied neergelegd. West-Duitsland was nu zeker van de finale en Tsjecho-Slowakije en Nederland moesten uitmaken welke ploeg mocht spelen om de derde plaats. Voor 12.000 toeschouwers in Milaan eindigde het duel op 1-1 en dat was genoeg voor de Tsjechen. In de 87e minuut scoort Michel van de Korput zweefduikend met een diagonale kopbal onder in de rechterhoek van het doel, maar het doelpunt wordt afgekeurd wegens buitenspel. Het is nog zeer de vraag of dat terecht was, maar de kranten hielden zich een dag later veel meer bezig met het teleurstellende toernooi als geheel. Het einde van het seizoen 1979/80 was het einde van een roemrucht tijdperk voor het Nederlands Elftal, begonnen in het seizoen 1972/73, de tweede helft van 1972, de kwalificatieronden voor het WK 1974. Vanaf het seizoen 1980/81 tot en met 1985/86 zouden zes magere jaren volgen.
| Land              | Wed | Win | Gel | Ver | DV | DT | +/− | Pnt |
| ----------------- | --- | --- | --- | --- | -- | -- | --- | --- |
| West-Duitsland    | 3   | 2   | 1   | 0   | 4  | 2  | +2  | 5   |
| Tsjecho-Slowakije | 3   | 1   | 1   | 1   | 4  | 3  | +1  | 3   |
| Nederland         | 3   | 1   | 1   | 1   | 4  | 4  | 0   | 3   |
| Griekenland       | 3   | 0   | 1   | 2   | 1  | 4  | −3  | 1   |

|                                               |                   |                        |                |                                                                                       |
| 11 juni 1980 «onderlinge duels» 17:45 (UTC+2) | Tsjecho-Slowakije | 0 – 1                  | West-Duitsland | Olympisch Stadion, Rome Toeschouwers: 11.059 Scheidsrechter: Alberto Michelotti (ITA) |
| 11 juni 1980 «onderlinge duels» 17:45 (UTC+2) |                   | verslag (UEFA) verslag | 57' Rummenigge | Olympisch Stadion, Rome Toeschouwers: 11.059 Scheidsrechter: Alberto Michelotti (ITA) |

|                                               |                 |                        |             |                                                                                  |
| 11 juni 1980 «onderlinge duels» 20:30 (UTC+2) | Nederland       | 1 – 0                  | Griekenland | Stadio San Paolo, Napels Toeschouwers: 14.990 Scheidsrechter: Adolf Prokop (DDR) |
| 11 juni 1980 «onderlinge duels» 20:30 (UTC+2) | Kist 65' (pen.) | verslag (UEFA) verslag |             | Stadio San Paolo, Napels Toeschouwers: 14.990 Scheidsrechter: Adolf Prokop (DDR) |

|                                               |                      |                        |                                      |                                                                                  |
| 14 juni 1980 «onderlinge duels» 17:45 (UTC+2) | West-Duitsland       | 3 – 2                  | Nederland                            | Stadio San Paolo, Napels Toeschouwers: 26.546 Scheidsrechter: Robert Wurtz (FRA) |
| 14 juni 1980 «onderlinge duels» 17:45 (UTC+2) | Allofs 20', 60', 65' | verslag (UEFA) verslag | 79' (pen.) Rep 85' W. Van de Kerkhof | Stadio San Paolo, Napels Toeschouwers: 26.546 Scheidsrechter: Robert Wurtz (FRA) |

|                                               |                  |                        |                                 |                                                                                     |
| 14 juni 1980 «onderlinge duels» 20:30 (UTC+2) | Griekenland      | 1 – 3                  | Tsjecho-Slowakije               | Olympisch Stadion, Rome Toeschouwers: 4.726 Scheidsrechter: Patrick Partridge (ENG) |
| 14 juni 1980 «onderlinge duels» 20:30 (UTC+2) | Anastopoulos 14' | verslag (UEFA) verslag | 6' Panenka 26' Vízek 63' Nehoda | Olympisch Stadion, Rome Toeschouwers: 4.726 Scheidsrechter: Patrick Partridge (ENG) |

|                                               |           |                        |                   |                                                                                    |
| 17 juni 1980 «onderlinge duels» 17:45 (UTC+2) | Nederland | 1 – 1                  | Tsjecho-Slowakije | Stadio Giuseppe Meazza, Milaan Toeschouwers: 11.889 Scheidsrechter: Hilmi Ok (TUR) |
| 17 juni 1980 «onderlinge duels» 17:45 (UTC+2) | Kist 59'  | verslag (UEFA) verslag | 16' Nehoda        | Stadio Giuseppe Meazza, Milaan Toeschouwers: 11.889 Scheidsrechter: Hilmi Ok (TUR) |

|                                               |                        |       |                |                                                                                   |
| 17 juni 1980 «onderlinge duels» 20:30 (UTC+2) | Griekenland            | 0 – 0 | West-Duitsland | Stadio Comunale, Turijn Toeschouwers: 13.901 Scheidsrechter: Brian McGinlay (SCO) |
| 17 juni 1980 «onderlinge duels» 20:30 (UTC+2) | verslag (UEFA) verslag |       |                | Stadio Comunale, Turijn Toeschouwers: 13.901 Scheidsrechter: Brian McGinlay (SCO) |

### Groep B
Het Italiaanse voetbal stond in 1980 in rep en roer door het "toto-schandaal", verschillende wedstrijden waren beïnvloed door "match-fixing" en verschillende spelers werden beschuldigd. Voornaamste verdachte was de spits van het Italiaanse elftal Paolo Rossi van Perugia, die voor drie jaar werd geschorst (later teruggedraaid naar twee). Het Italiaanse team stond zwaar onder druk en het frisse voetbal van het WK 1978 in Argentinië was weg. Italië kon nauwelijks scoren en leunde op hun keiharde defensie. Tegen Spanje bleef het 0-0 en van Engeland werd pas vlak voor tijd gewonnen door een goal van Tardelli.
België was de outsider van de groep, maar verbaasde Europa met fris aanvallend spel. Tegen Engeland sleepte het land een 1-1 gelijkspel uit het vuur, de gelijkmaker werd gescoord door Jan Ceulemans, de energieke middenvelder van Club Brugge. De wedstrijd werd ontsierd door hevige rellen in de Engelse vakken en de politie gebruikte traangas om de orde te herstellen. De wedstrijd moest gestaakt worden, omdat keeper Ray Clemence betraande ogen had. Vervolgens versloeg België Spanje met 2-1 door goals van  rechtsback Eric Gerets en aanvoerder Julien Cools. België had nu genoeg aan een gelijkspel tegen Italië om de finale te halen. In Rome lukte het doelpuntloos gelijk te spelen, dankzij de uitblinkende doelman Jean-Marie Pfaff, een zuivere strafschop werd over het hoofd gezien en Italië raakte gefrustreerd en leefde zich uit in hard spel.
| Land     | Wed | Win | Gel | Ver | DV | DT | +/− | Pnt |
| -------- | --- | --- | --- | --- | -- | -- | --- | --- |
| België   | 3   | 1   | 2   | 0   | 3  | 2  | +1  | 4   |
| Italië   | 3   | 1   | 2   | 0   | 1  | 0  | +1  | 4   |
| Engeland | 3   | 1   | 1   | 1   | 3  | 3  | 0   | 3   |
| Spanje   | 3   | 0   | 1   | 2   | 2  | 4  | −2  | 1   |

|                                               |               |                        |             |                                                                                   |
| 12 juni 1980 «onderlinge duels» 17:45 (UTC+2) | België        | 1 – 1                  | Engeland    | Stadio Comunale, Turijn Toeschouwers: 15.186 Scheidsrechter: Heinz Aldinger (GER) |
| 12 juni 1980 «onderlinge duels» 17:45 (UTC+2) | Ceulemans 29' | verslag (UEFA) verslag | 26' Wilkins | Stadio Comunale, Turijn Toeschouwers: 15.186 Scheidsrechter: Heinz Aldinger (GER) |

|                                               |                        |       |        |                                                                                          |
| 12 juni 1980 «onderlinge duels» 20:30 (UTC+2) | Spanje                 | 0 – 0 | Italië | Stadio Giuseppe Meazza, Milaan Toeschouwers: 46.816 Scheidsrechter: Károly Palotai (HUN) |
| 12 juni 1980 «onderlinge duels» 20:30 (UTC+2) | verslag (UEFA) verslag |       |        | Stadio Giuseppe Meazza, Milaan Toeschouwers: 46.816 Scheidsrechter: Károly Palotai (HUN) |

|                                               |                      |                        |           |                                                                                          |
| 15 juni 1980 «onderlinge duels» 17:45 (UTC+2) | België               | 2 – 1                  | Spanje    | Stadio Giuseppe Meazza, Milaan Toeschouwers: 11.430 Scheidsrechter: Charles Corver (NED) |
| 15 juni 1980 «onderlinge duels» 17:45 (UTC+2) | Gerets 17' Cools 65' | verslag (UEFA) verslag | 36' Quini | Stadio Giuseppe Meazza, Milaan Toeschouwers: 11.430 Scheidsrechter: Charles Corver (NED) |

|                                               |          |                        |              |                                                                                   |
| 15 juni 1980 «onderlinge duels» 20:30 (UTC+2) | Engeland | 0 – 1                  | Italië       | Stadio Comunale, Turijn Toeschouwers: 59.646 Scheidsrechter: Nicolae Rainea (ROU) |
| 15 juni 1980 «onderlinge duels» 20:30 (UTC+2) |          | verslag (UEFA) verslag | 79' Tardelli | Stadio Comunale, Turijn Toeschouwers: 59.646 Scheidsrechter: Nicolae Rainea (ROU) |

|                                               |                 |                        |                           |                                                                                    |
| 18 juni 1980 «onderlinge duels» 17:45 (UTC+2) | Spanje          | 1 – 2                  | Engeland                  | Stadio San Paolo, Napels Toeschouwers: 14.440 Scheidsrechter: Erich Linemayr (AUT) |
| 18 juni 1980 «onderlinge duels» 17:45 (UTC+2) | Dani 48' (pen.) | verslag (UEFA) verslag | 19' Brooking 61' Woodcock | Stadio San Paolo, Napels Toeschouwers: 14.440 Scheidsrechter: Erich Linemayr (AUT) |

|                                               |                        |       |        |                                                                                    |
| 18 juni 1980 «onderlinge duels» 20:30 (UTC+2) | Italië                 | 0 – 0 | België | Olympisch Stadion, Rome Toeschouwers: 42.318 Scheidsrechter: António Garrido (POR) |
| 18 juni 1980 «onderlinge duels» 20:30 (UTC+2) | verslag (UEFA) verslag |       |        | Olympisch Stadion, Rome Toeschouwers: 42.318 Scheidsrechter: António Garrido (POR) |

## Knock-outfase

### Troostfinale
|                                               |                                                                 |                        |                                                                            |                                                                                    |
| 21 juni 1980 «onderlinge duels» 20:30 (UTC+2) | Tsjecho-Slowakije                                               | 1 – 1                  | Italië                                                                     | Stadio San Paolo, Napels Toeschouwers: 24.652 Scheidsrechter: Erich Linemayr (AUT) |
| 21 juni 1980 «onderlinge duels» 20:30 (UTC+2) | Jurkemik 54'                                                    | verslag (UEFA) verslag | 73' Graziani                                                               | Stadio San Paolo, Napels Toeschouwers: 24.652 Scheidsrechter: Erich Linemayr (AUT) |
| 21 juni 1980 «onderlinge duels» 20:30 (UTC+2) | Strafschoppen                                                   |                        |                                                                            | Stadio San Paolo, Napels Toeschouwers: 24.652 Scheidsrechter: Erich Linemayr (AUT) |
| 21 juni 1980 «onderlinge duels» 20:30 (UTC+2) | Masný Nehoda Ondruš Jurkemik Panenka Gögh Gajdůšek Kozák Barmoš | 9 – 8                  | Causio Altobelli Baresi Cabrini Benetti Graziani Scirea Tardelli Collovati | Stadio San Paolo, Napels Toeschouwers: 24.652 Scheidsrechter: Erich Linemayr (AUT) |

### Finale
|                                               |                         |                        |                   |                                                                                   |
| 22 juni 1980 «onderlinge duels» 20:30 (UTC+2) | België                  | 1 – 2                  | West-Duitsland    | Olympisch Stadion, Rome Toeschouwers: 47.864 Scheidsrechter: Nicolae Rainea (ROU) |
| 22 juni 1980 «onderlinge duels» 20:30 (UTC+2) | Vandereycken 75' (pen.) | verslag (UEFA) verslag | 10', 88' Hrubesch | Olympisch Stadion, Rome Toeschouwers: 47.864 Scheidsrechter: Nicolae Rainea (ROU) |

| UEFA Europees kampioenschap voetbal Winnaar 1980 |
| ------------------------------------------------ |
| WEST-DUITSLAND 2de titel                         |

## Doelpuntenmakers

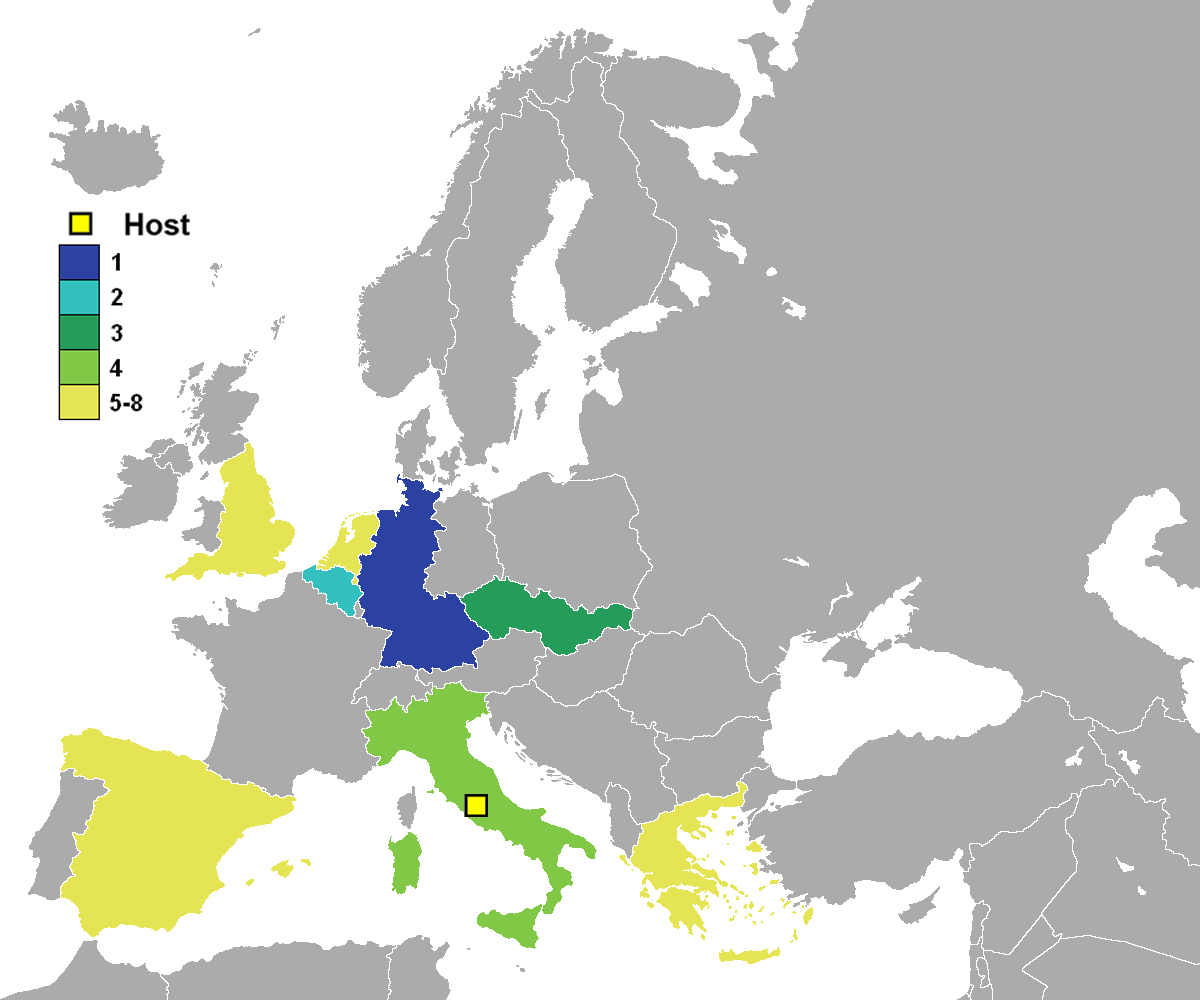
Deelnemende landen

3 doelpunten
- Klaus Allofs

2 doelpunten
- Horst Hrubesch
- Zdenek Nehoda
- Kees Kist

1 doelpunt
- Jan Ceulemans
- Julien Cools
- Eric Gerets
- René Vandereycken
- Ladislav Jurkemik
- Antonín Panenka
- Ladislav Vízek
- Trevor Brooking
- Ray Wilkins
- Tony Woodcock
- Karl-Heinz Rummenigge
- Nikos Anastopoulos
- Francesco Graziani
- Marco Tardelli
- Johnny Rep
- Willy van de Kerkhof
- Dani
- Quini